# Frederick Bakewell
Frederick Collier Bakewell (Wakefield, 29 september 1800 – Hampstead, 26 september 1869) was een Engels natuurkundige. Hij verbeterde het concept van de faxmachine, geïntroduceerd in 1843 door Alexander Bain en demonstreerde het eerste werkende exemplaar op de wereldtentoonstelling van 1851 in Londen.

## Biografie
Bakewell was de zoon van de geoloog Robert Bakewell en Esther Hinkley. Van zijn persoonlijke leven is weinig bekend, met uitzondering dat hij getrouwd was met Henrietta Darbyshire met wie hij een zoon had, Robert Simpson Bakewell.

## Beeldtelegraaf
Bij de "beeldtelegraaf" van Bakewell waren Bains klokslingers vervangen door draaiende cilinders, aangedreven door een nauwkeurig uurwerk. De te verzenden boodschap werd met een dikke, isolerende inkt op een metaalfolie aangebracht, die vervolgens om de cilinder werd gelegd. De draaiende cilinder – aangesloten op een batterij – werd vervolgens spiraalsgewijs afgetast door een naald. Iedere keer dat de naald op de isolerende inkt terechtkwam werd de elektrische stroom onderbroken.
Bij de ontvanger werd de stroom, net als bij de kopieertelegraaf van Bain, overgebracht op een chemisch geprepareerd vel papier die om een vergelijkbare draaiende cilinder was aangebracht. Op de momenten dat er een elektrische stroom liep verkleurde het papier, waardoor er een reproductie ontstaat van het originele boodschap.
Voornaamst probleem van Bakewells machine was de synchronisatie, ofwel hoe ervoor te zorgen dat zender en ontvanger met exact dezelfde snelheid ronddraaien om vervorming van het kopie te voorkomen. Verder moeten zender en ontvanger op hetzelfde tijdstip gestart worden. Ondanks deze problemen kon het apparaat van Bakewell handgeschreven teksten en eenvoudige lijntekeningen versturen over een telegrafielijn. Een commerciële versie kwam er echter nooit. Pas in 1861, nadat de Italiaanse abt Giovanni Caselli het faxsysteem had verbeterd, werd de eerste telefax op grote schaal in exploitatie genomen.

## Ander werk
Naast zijn werk op het gebied van facsimiletransmissie verkreeg Bakewell diverse octrooien voor vele andere innovaties. Daarnaast schreef hij teksten over de natuurkunde en natuurverschijnselen, zoals:
- Philosophical conversations (1833)
- Electric science; its history, phenomena, and applications (1853)